# Setaria tenax
Setaria tenax là một loài thực vật có hoa trong họ Hòa thảo. Loài này được (Rich.) Desv. miêu tả khoa học đầu tiên năm 1831.